# USS Harrisburg (LPD-30)
«Гаррісбург» (англ. USS Harrisburg (LPD-30)) — планований десантний транспортний корабель-док ВМС США типу «Сан-Антоніо».

## Назва
Корабель названий на честь міста Гаррісбург, штат Пенсільванія. Другий корабель у складі ВМС США з такою назвою.

## Історія створення
Корабель був замовлений 26 березня 2019 року суднобудівній компанії Ingalls Shipbuilding. 30 січня 2022 року, на верфі компанії Huntington Ingalls Industries було закладено кіль корабля.